# Brachyconidiella monilispora
Brachyconidiella monilispora är en svampart som beskrevs av R.F. Castañeda & W.B. Kendr. 1990. Brachyconidiella monilispora ingår i släktet Brachyconidiella, klassen Dothideomycetes, divisionen sporsäcksvampar och riket svampar.   Inga underarter finns listade i Catalogue of Life.